# 木村魚拓
木村 魚拓（きむら ぎょたく、本名:木村智則（きむら とものり）、1972年1月21日- ）は、イングランド出身のパチスロライター。172cm血液型:A型。

## プロフィール
大手飲料メーカーに勤務していたが脱サラし、1995年11月より「木村魚拓之介」のペンネーム（命名者は当時『パチスロ必勝ガイド』副編集長だった沖ヒカル）で『パチスロ必勝ガイド』のライターとしてキャリアをスタート。初仕事は『パチスロ必勝ガイド』の名物コーナーである「91時間バトル」（対戦機種は山佐のセブンリーグ）だった。
その後、沖から「名前は5文字のほうが座りがよい」という理由で「木村魚拓V」と名乗ったが、命じた本人も言われた木村も何故そうしたのかが理解出来なかったため、間もなく「木村魚拓」に変える。
以降は主に「黄昏スロレンジャー」「回胴遊撃隊」「中年一番星（2）」「パチスロ未練打ち」といった人気コーナーを持ち、パチスロ必勝ガイドNEOではメイン紹介機種の記事も担当していたり（現在は休刊）。その後フリーランスとなるが、ガイド専属ライターの中核を担っている。特に「パチスロ未練打ち」は屈指の人気を誇るコーナーであり、2006年には単行本化された。
独特な文章表現と存在感で、個性的なメンバーが集うガイドワークス刊行のパチスロ攻略雑誌のライター陣の中でも一際異彩を放っている。
近年は人気の高さからスカパー!の専門チャンネルで冠番組を複数持ち、地上波の番組にも出演。ライター界では人気実力ともに1番だと言われ、2002年に行われた「スロッターズチャンネル」の第一回チキチキパチスロライター人気ランキングでは、各出版社の人気ライター達を抑えて1位にランキングされている。

## 担当雑誌
- パチスロ必勝ガイド
- パチスロ必勝ガイドMAX
- パチスロ必勝ガイドセブン
- パチスロ必勝ガイドNEO

## 著書
- パチスロ未練打ち―人の数だけ未練あり（2006年7月、白夜書房）
- G〜魚拓哲学（2011年5月20日、白夜書房）
- 未練打ち1 揃わぬビンゴ編（2016年1月29日、ガイドワークス）
- 未練打ち2 狂ったゴッド編（2016年1月29日、ガイドワークス）
- 未練打ち0 不発の大花火編（2017年4月14日、ガイドワークス）
- 木村魚拓のパチスロ漫画G（2017年4月14日、ガイドワークス、原作:木村魚拓、漫画:向山正洋）

## テレビ・動画配信
※太字は、2024年4月時点で放送中及び配信中の番組。
- パチスロリーグ（MONDO21（現MONDO TV）、2007年9月 - ）※第1シリーズから出演
  - 真・パチスロリーグ（2024年6月 - ）
- 木村魚拓の窓際の向こうに（パチンコ★パチスロTV!、2009年1月 - ）
- 黄昏☆びんびん物語（パチンコ★パチスロTV!、2010年4月 - 2023年12月）
- スロもんシリーズ（パチ・スロ サイトセブンTV）
  - 魚拓&塾長のスロもん（2011年1月 - 2013年7月）
  - スロもんTAG（2013年7月 - 2014年9月）
- 海賊王船長タック（パチ・スロ サイトセブンTV、2012年12月 - ）
- ガチとバカ（パチ・スロ サイトセブンTV、2013年10月 - 2016年9月）
- パチスロ必勝ガイドTV（フジテレビONE、2011年2月 - 2011年10月）
- パチンコLABシリーズ（フジテレビONE、2012年5月 - ）※第1シーズンから出演
  - パチンコLAB 13th season（2024年5月 - ）
- 近未来回胴伝説ガチスロ （ジャンバリ.TV・全国のUHF局、2010年7月 - 2015年3月）
- サン☆ピン（ジャンバリ.TV、2011年7月 - 2012年10月）
- アフロに愛(ラブ)ソングを-BB HEART編-（ジャンバリ.TV、2011年8月 - 2014年2月）
- 木村魚拓のパチスロ爆笑伝説（エンタメ〜テレ、2012年7月 - 2012年12月）
- 沖と魚拓の麻雀ロワイヤルシリーズ（ジャンバリ.TV）
  - 沖と魚拓の麻雀ロワイヤル（2012年11月 - 2013年12月）
  - 沖と魚拓の麻雀ロワイヤル RETURNS（2015年2月 - 2023年3月）
- おじシリーズ（ジャンバリ.TV）
  - おじ3→それいけ！おじ3三銃士〜自由気ままな3人の…（2013年1月 - 2013年12月）
  - それいけ!おじ5★おじさん5人でやるんだってよ★（2013年12月 - 2017年4月）
- HEAVENS DOOR（ジャンバリTV 2014年8月 - 2023年5月）
- 俺たちのパチパチ調査団（テレビ神奈川・テレビ埼玉、2014年1月 - 2015年7月）
- 魚拓と成瀬のツキとスッポンぽん（パチ・スロ サイトセブンTV、2014年9月 - 2023年10月）
- 魚拓・鈴虫の王が負けた夜に（パチンコ★パチスロTV!、2015年10月 - 2017年9月）
- 木村魚拓の旅打ちってやつは。（パチ・スロ サイトセブンTV、2016年2月 - ）
- 木村魚拓と沖ヒカルの相談されても困るんですよ!（V☆パラダイス、2016年6月 - 2019年6月）
- 夫婦漫枚（ジャンバリ.TV、2016年11月 - 2022年4月）
  - 夫婦漫舟（ジャンバリ.TV、2021年7月 - ）
- パチドルクエスト（V☆パラダイス、2017年4月 - 2019年9月）
- どうにか貧乏家族（パチ・スロ サイトセブンTV、2017年7月 - ）
- パチスロキャノンボール（V☆パラダイス、2017年10月 - ）
- 魚拓とヒカルのトーキングヘッド（パチンコ★パチスロTV!、2017年10月 - 2019年12月）
- 魚拓&ヒカルのライターナイトスクープ（パチ・スロ サイトセブンTV、2018年1月 - 2018年3月）
- 魚拓とシックスハンターDX 〜メガセクシーバトル〜（テレビ愛知、2018年4月 - 2020年3月）
  - セクシーハンター（シックスハンターinコンコルド、2021年7月 - 2023年12月）
  - サバイバルハンター（シックスハンターinコンコルド、2021年7月 - 2021年12月）
- 債遊記（ジャンバリ.TV、2018年7月 - 2022年8月）
- パチンコキャノンボール（V☆パラダイス、2018年10月 - ）
- ツギハギファミリア（ジャンバリ.TV、2019年4月 - ）
- ヤンキーララバイ（パチンコ★パチスロTV!、2019年7月 - 2024年03月）
- 俺がお前を脱がせてやる!（ぱちガブッ! チャンネル、2019年9月 - 2019年11月）
  - お前が俺を脱がせてみろ!（ぱちガブッ! チャンネル、2019年12月 - 2020年2月）
- スナック青山〜常連木村〜（ぱちガブッ! チャンネル、2020年7月 - 2022年6月）
- 木村魚拓のおとな電話相談室（きむちゃんねる  2020年4月 - 2020年12月）※レギュラーでの配信は終了したが不定期に配信は行われている
- THEギフト〜君に豊かな人生を（きむちゃんねる  2020年6月 - 2020年12月）
- 魚拓の部屋（きむちゃんねる  2020年12月 - ）
- 吾妻橋ぱちプロダクション（V☆パラダイス、2020年10月 - ）
- マムシ〜目指すは野音〜（きむちゃんねる  2021年1月 - ）
- 漢気フルスロットル!（DMMぱちタウンch 2021年1月 - 2023年8月）
  - 漢でフルスロットル!（DMMぱちタウンch 2023年8月 - ）
- 男ともだち（V☆パラダイス、2021年3月 - 2022年2月）
  - 女ともだち（V☆パラダイス、2022年2月 - 2023年2月）
    - オトナともだち（V☆パラダイス、2023年2月 - 2024年2月）
- ミリオン・タッグ〜神々の決闘〜（コンコルドちゃんねる 【公式】パチンコパチスロ実践バラエティー  2021年4月 - ）
- ニタク（DMMぱちタウンch 2021年1月 - 2023年8月）
- みんなのパチンコフェスON LINE 28時間 真夏のパチンコ頂上決戦（2021年8月13日 - 14日、日本遊技機工業組合）- 解説[3]
- 変動ノリ打ち〜非番刑事（きむちゃんねる  2021年11月 - ）
- おじいさんといっしょ（きむちゃんねる  2022年1月 - ）
- だってあなたのお金だもの （コンコルドちゃんねる 【公式】パチンコパチスロ実践バラエティー  2022年5月 - ）
- 狂犬木村と剛腕山田（きむちゃんねる  2022年5月 - 2023年6月）
  - アイムセンター（きむちゃんねる  2023年8月 - ）
- 負けていいとも!（きむちゃんねる  2022年12月 - 2023年2月）
  - ハメていいとも!（きむちゃんねる  2023年3月 - 2023年7月）
- 問題児木村～教えて!ガリぞう先生（きむちゃんねる  2023年1月 - ）
- バイト代が入ったの（きむちゃんねる  2023年2月 - ）
- すみっこの住人（DMMぱちタウンch 2023年3月 - ）
- DMMぱちタウン×きむちゃんねる合同オーディション（きむちゃんねる DMMぱちタウンch 2023年6月 - 2023年8月）
- 髭狩りを始めます。～人類ムキ卵化計画～（DMMぱちタウンch 2023年9月 - ）
- 母さん、お願い…（ダイナム 公式チャンネル  2023年11月 - ）
- 新台酒（きむちゃんねる  2023年12月 - ）
- 臨時収入が入りました（きむちゃんねる  2024年4月 - ）
- 青春自由ぱち切符（きむちゃんねる  2024年5月 - ）
- 世にも奇妙な物語 '21 夏の特別編 『三途の川アウトレットパーク』（フジテレビ、2021年6月26日） - 「パチンコ店の店長」役

## CM
- 雀龍門（加藤沙耶香と共演）
- DMMぱちタウン
- G&Eビジネススクール
- ウィンチケット